# Guru Tegh Bahadur
Guru Tegh Bahadur (em panjabi:  ਗੁਰੂ ਤੇਗ਼ ਬਹਾਦਰ, ɡʊru teɣ bəhɑdʊɾ) (1 de abril de 1621 — 11 de novembro de 1675), reverenciado como o nono Nanak, foi o nono dos dez gurus da religião sique. Guru Teg Bahadur levou adiante o trabalho iniciado pelo Guru Nanak e suas revelações espirituais estão registradas na forma de 115 hinos poéticos presentes do Eterno guru dos siques, o Guru Granth Sahib. O martírio do Guru Teg Bahadur representa um dos mais eminentes exemplos precursores da liberdade religiosa (de qualquer ser humano, independente de crença), quando ele foi executado publicamente (por decapitação) em 1675, sob ordens do imperador Mughal Aurangzeb em Délhi por ter resisitido às conversões forçadas de Hindus na Caxemira ao Islã, e após ter recusado a se converter para essa religião. Por esse sacrifício, o Guru Teg Bahdaur é também conhecido como  Hind-di-Chaadar (escudo da Índia). O gurudwara Sis Ganj Sahib e o gurdwara Rakab Ganj Sahib em Délhi, respectivamente, marcam os lugares da execução e da cremação dos restos mortais do guru.

## Início
Guru Tegh Bahadur nasceu numa família Sodhi. O sexto guru, o Guru Har Gobind, teve uma filha - Bibi Viro - e cinco filhos: Baba Gurditta, Suraj Mal, Ani Rai, Atal Rai e Tyaga Mal Khatri. Tyaga Mal Khatri nasceu em Amritsar nas primeiras horas de 1 de abril de 1621. O nome Tegh Bahadur (poderoso da espada), foi-lhe dado pelo Guru Har Gobind após ter mostrado valor em uma batalha contra os soldados do Império Mughal.
À época, Amritsar era o centro da fé sique. Sob a liderança do Guru Har Gobind, seu nome cresceu ainda mais. Em função de ser a sede dos gurus siques, desenvolveu as características de capital de Estado. Guru Tegh Bahadur cresceu inteiramente imerso na cultura sique. Foi treinado nas artes do arco e flecha e da cavalaria. Períodos prolongados de seclusão e contemplação formaram seu caráter e ideologia. Tegh Bahadur casou-se em 3 de fevereiro de 1633 com Mata Gujri.

## Permanência em Bakala
Na década de 1640, em seus últimos anos de vida, o Guru Har Gobind disse à sua esposa, Nanaki, para se mudar para a cidade de origem dele, Baba Bakala, na região de Amritsar, junto com aquele que viria a se tornar o Guru Tegh Bahadur e Mata Gujri. Baba Bakala, como descrito no Gurbilas Dasvin Patishahi, era então uma vila próspera com muitas piscinas, poços d'água e baolis. O futuro guru permaneceu na localidade por 20 anos, de 1644 a 1664, vivendo ali com sua esposa e sua mãe. Vivendo austeramente e com santidade, passou a maior parte de seu tempo em meditação. Ainda assim, não se tornou um recluso e dava conta das responsabilidades familiares. Certas vezes, saiu de Baba Bakala, assim como também visitou o oitavo guru sique, o Guru Har Krishan, quando este último estava em Délhi.

## Guru
Em março de 1664, o oitavo guru sique, Guru Har Krishan, contraiu varíola. Já muito doente, quando perguntado sobre quem lideraria os siques após ele, ele respondeu Baba Bakala, deixando claro que seu sucessor seria encontrado naquela localidade. Aproveitando-se da vantagem da ambiguidade das palavras do moribundo guru, muitos autointitularam-se como o novo guru. Os siques ficaram confusos ao ver tantos pretendentes e não podiam supor quem fosse na realidade o novo guru.
A tradição sique apresenta uma história lendária sobre como Tegh Bahadur foi encontrado e tornou-se o nono guru. Um rico comerciante, Baba Makhan Shah Labana, havia orado pela própria vida e prometido 500 moedas de ouro ao guru sique se sobrevivesse. Ele foi à procura do próximo guru. Indo de pretendente em pretendente, oferecendo sua obediência e oferecendo duas moedas de ouro a cada um dos pretendentes, acreditando que o verdadeiro guru saberia de sua promessa secreta - em função de segurança - de 500 moedas. Cada um dos pretendentes aceitou as duas moedas e disse-lhe adeus. Shah Labana descobriu então que Guru Tegh Bahadur vivia em Baba Bakala. Labana fez a oferta usual a Tegh Bahadur: duas moedas de ouro. Tegh Bahadur abençoou-lhe e lembrou-o de que sua oferta estava consideravelmente inferior à das 500 moedas. Makhan Shah Labana imediatamente percebeu a diferença e correu para cima da casa onde estavam. Ele começou a gritar do telhado: "Guru ladho re, Guru ladho re", ou seja - "Eu encontrei o guru! Eu encontrei o guru!".
Em agosto de 1664, um Sangat sique chegou a Bakala e ungiu Tegh Bahadur como o nono guru. O Sangat era liderado por Divã Durga Mal, e uma cerimônia formal foi feita, conferindo a condição de guru a Tegh Bahadur.

### Austeridade
Como de costume após a execução do Guru Arjan pelo imperador mughal Jahangir, o Guru Tegh Bahadur vivia sob um forte esquema de segurança, composto por vários guardas armados. Ele teve uma vida austera.

### Obras
Ele contribuiu com muitos hinos para o Guru Granth Sahib incluindo os Saloks, próximos ao final do Guru Granth Sahib. Guru Tegh Bahadur viajou por muitas partes da Índia e foi demandado por Gobind Sahali para que construísse vários templos siques em Mahali. Suas obras incluem 116 shabads, 15 ragas e seus bhagats estão creditados com 782 composições que fazem parte do bani sique.
Seus trabalhos foram incluídos no Adi Granth, espalhados da página 219 à página 1427 do livro. Eles cobrem um grande conjunto de tópicos, tais como a natureza de Deus, os apegos, o corpo, a mente, a mágoa, a dignidade, o serviço, a morte e a entrega. Por exemplo, no Sorath rag, Guru Tegh Bahadur descreve como é o ser humano ideal:
jo na dukh mein dukh nahin manney, sukh snehh ar bhai nahi ja kai, kanchan maati manney

na nindya nehn usttat ja kai lobh moh abhimana

harakj sog tey rahey niaro nahen maan apmana, aasa mansa sagal tyagey

jagg tey rahey nirasa, kaam krodh jeh parsai

the ghatt brahma niwasa

Aquele que não é perturbado pelo infortúnio, que está além do conforto, do apego e do medo, que considera o ouro como pó.

Ele não fala mal dos outros, nem se sente lisonjeado pelo louvor e evita a ganância, os apegos e a arrogância.

Ele é indiferente ao êxtase e à tragédia, não é afetado por honras ou pelas humilhações. Renuncia às expectativas e à ganância.

Ele não é nem ligado ao mundanismo, nem permite que os sentidos o afetem.

Em tal pessoa reside Deus.
```
escreveu: «Guru Tegh Bahadur»
```

### Viagens
Guru Tegh Bahadur viajou extensivamente por diferentes partes do país, incluindo Daca (atual Bangladesh) e Assam, para pregar os ensinamentos do Guru Nanak, o primeiro guru sique. Nos lugares por ele visitados e nos quais ele ficou foram construídos templos siques. Durante suas viagens, o Guru Tegh Bahadur difundiu as ideias siques e a sa mensagem, assim como inaugurou poços d'água coletivos e langares (cozinhas comunitárias de caridade que atendem a todos, especialmente os mais carentes).
O guru fez visitas sucessivas a Kiratpur. Em 21 de agosto de 1664, o guru foi à cidade para consolar Bibi Rup após a morte do pai dela, o Guru Har Rai, o sétimo guru sique, e de seu irmão, o Guru Har Krishan. A segunda visita foi 15 de outubro de 1664, após a morte de Bassi, mãe do Guru Har Rai, em 29 de setembro de 1664. Uma terceira visita concluiu a jornada pelo nordeste do subcontinente indiano. Seu filho, que mais tarde viria a se tornar o Guru Gobind Singh, o décimo guru, nasceu em Patna (atual Bihar), enquanto ele estava fora em Dhubri, Assam, em 1666, onde hoje está o Gurdwara Sri Guru Tegh Bahadur Sahib. Ali, ele ajudou a acabar com a guerra entre os rajás Ram Singh de Bengala e Chakardwaj do estado de Ahom (mais tarde Assam). Ele também visitou as cidades de Mathura, Agra, Allahabad e Varanasi.
Após sua visita a Assam, Bengala e Bihar, o guru visitou Rani Champa, na cidade de Bilaspur, atual Himachal Pradesh, que ofereceu ao guru um território em seus domínios. Tegh Bahadur adquiriu as terras por 500 rúpias. Ali, o guru fundou a cidade Anandpur Sahib, aos pés do Himalaia.
Em 1672, o Guru Tegh Bahadur viajou pela Caxemira para encontrar a população local, a medida que a perseguição aos não muçulmanos atingia novos e mais altos patamares.

## Martírio

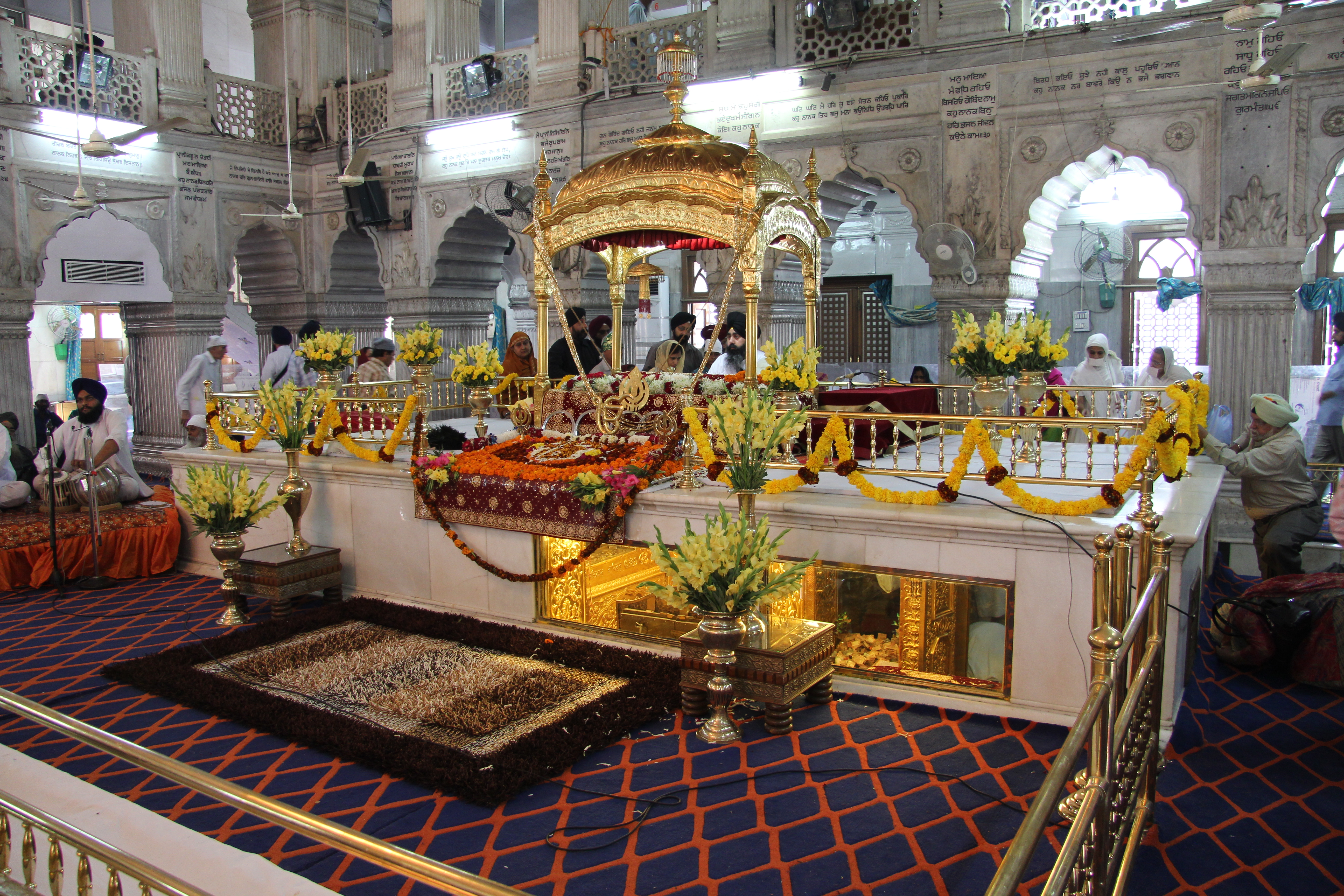
Gurudwara Sisganj Sahib em Délhi. A longa janela sob a plataforma de mármore indica o lugar onde o Guru Tegh Bahadur foi martirizado.

Em 11 de novembro de 1675, o Guru Tegh Bahadur foi martirizado em Délhi, sob as ordens do imperador mughal Aurangzeb. Não existem fontes persas ou siques contemporâneas detalhadas sobre as circunstâncias de sua prisão e execução. Os únicos registros disponíveis foram escritos por volta de 100 anos depois e neles há relatos conflitantes.
De acordo com os registros oficiais do Império Mughal, feito 107 anos mais tarde por Ghulam Husain de Lucknow em 1782,
Satish Chandra explica que esta foi a "justificativa oficial", a qual pode ser historicamente esperada, de forma a ser evasiva e distorcida, de modo a justificar e legitimar as ações oficiais.
Outro estudioso islâmico, Ghulam Muhiuddin Bute Shah, escreveu em seu Tarikh-i-Punjab em 1842, mais de um século e meio após a morte do Guru Tegh Bahadur, dizendo que havia uma hostilidade presente de Ram Rai, o irmão mais velho do Guru Har Krishan, contra o Guru Tegh Bahadur. Ghulam Muhiuddin Bute Shah alega que "Ram Rai reportava ao imperador que o Guru Tegh Bahadur era muito orgulhoso de sua grandeza espiritual e que não perceberia seu erro se não fosse punido. Ram Rai também sugeriu que o Guru Tegh Bahadur comparecesse diante do imperador para fazer um milagre, e que, se falhasse, seria executado". Satish Chandra e outros alegam que esta versão é duvidosa tanto quanto as circunstâncias ou a causa da execução do Guru Tegh Bahadur.
Os historiadores siques registram que o Guru Tegh Bahadur tornou-se um desafio sociopolítico ao governo islâmico mughal e a Aurangzeb. O movimento sique à época crescia rapidamente na região rural de Malwa, no Punjabe, e que o Guru encorajava abertamente os siques a "não terem temor em sua busca por uma sociedade mais justa: aquele que nada teme, nem teme a ninguém, é reconhecido como pessoa de verdadeira sabedoria", uma declaração registrada na página 1472 do Adi Granth. Enquanto a influência do Guru Tegh Bahadur crescia, Aurangzeb impunha as leis islâmicas, demolia tempos e escolas dos "infiéis" e impunha novas taxas aos não muçulmanos. De acordo com os registros escritos por seu filho, o Guru Gobind Singh, Tegh Bahadur, resistiu às perseguições, adotou e prometeu proteger os hindus da Caxemira. O Guru foi levado a Délhi à presença de Aurangzeb sob o pretexto de, assim que chegasse, ser-lhe oferecida a possibilidade de "abandonar sua fé e converter-se ao Islã". Guru Tegh Bahadur refused, he and his associates were arrested. He was executed on November 11, 1675 before public in Chandni Chowk, Delhi.
William Irvine relata que o Guru Tegh Bahadur foi torturado por muitas semanas enquanto era-lhe exigido que abandonasse sua fé e se convertesse ao Islã; no entanto, ele permaneceu firme em sua convicção e recusou, sendo por fim executado. A tradição sique diz que os associados ao guru também foram torturados por recusarem a conversão, tais como Bhai Mati Das, que foi serrado em pedaços, e Bhai Dayal Das, lançado num caldeirão de água quente, enquanto o Guru Tegh Bahadur, preso em uma jaula, via seus colegas e seguidores sofrerem. The Guru himself was beheaded in public.

## Impacto da execução

### Legado

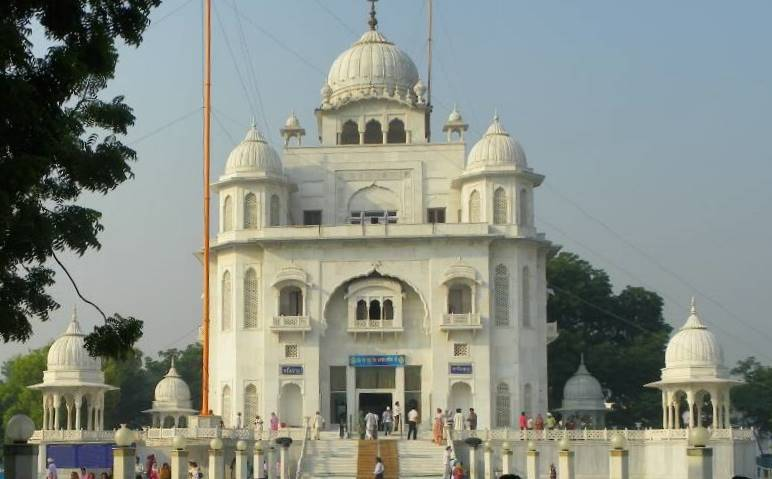
Gurdwara Rakab Ganj Sahib, em Délhi.

O Guru Har Gobind foi o pai de Guru Tegh Bahadur. Nascido Tyag Mal (em panjabi:  ਤਿਆਗ ਮਲ), mais tarde teve o nome mudado para Tegh Bahadur por sua bravura e valentia em batalhas contra as forças do Império Mughal. Construiu a cidade Anandpur Sahib e foi o responsável pelo salvamento dos pandits da Caxemira, perseguidos pelos mughais.
Após a execução do Guru Tegh Bahadar pelo imperador Mughal, Aurangzeb, vários templos siques foram construídos em honra de sua memória e da de seus associados. O Gurdwara Sis Ganj Sahib, em Chandni Chowk, Délhi, foi construído no lugar onde ocorreu sua decapitação. O Gurdwara Rakab Ganj Sahib, também em Délhi, foi construído no lugar da residência de um discípulo de Tegh Bahadur, que queimou sua casa de modo a poder cremar o corpo de seu mestre. Outro gurudwara, Sis Ganj Sahib, em Ambala, situa-se onde esse homem parou por uma noite com a cabeça de Teg Bahadur depois de ter ido para Anandpur Sahib no Punjabe. O Gurudwara Sisganj Sahib no Punjabe marca o lugar onde, em novembro de 1675, a cabeça do martirizado Guru Tegh Bahadur, trazida por Bhai Jaita (renomeado Bhai Jivan Singh de acordo com os rituais siques) em desobediência à autoridade de Aurangzeb, foi cremada ali.
Guru Tegh Bahadur desde então tem sido lembrado por ter dado sua vida pela liberdade de religião, lembrando que os siques e os não muçulmanos da Índia devem seguir e praticar sua fé sem medo de perseguições e conversões forçadas nas mãos islâmicas. O Guru Tegh Bahadur foi martirizado junto com três outros siques: Bhai Mati Dass, Bhai Sati Das e Bhai Dayala.

### Efeito nos siques
A execução do Guru Tegh Bahadur endureceu e aumento a resolução dos siques contra o governo islâmico e as perseguições deste. Pashaura Singh declara que, "se o martírio do Guru Arjan ajudou a unir o Panth, o martírio do Guru Tegh Bahadur ajudou a fazer a proteção dos direitos humanos algo central na identidade sique". Wilfred Smith declara que "a tentativa de converter à força o nono guru a um islã externalizado e impessoal deixou uma impressão indelével no filho de nove anos do mártir, Gobind, construindo as bases para que este mais tarde organizasse o grupo sique em uma comunidade distinta, formal e orientada por uma simbologia [própria]". Deu início à construção da identidade daquilo que viria a ser a instituiçã da Khalsa.

## Homenagens
Vários lugares foram nomeados em homenagem ao nono guru sique, Guru Teg Bahadur:
- Shri Guru Teg Bahadur Senior Secondary School, Sirsa (Haryana);
- Gurdwara Sri Guru Tegh Bahadur Sahib, Assam;
- Sri Guru Teg Bahadur Hospital, Délhi;
- Sri Guru Teg Bahadur Khalsa Institute of Engineering & Technology, Malout;
- Sri Guru Teg Bahadur Institute of Technology;
- Sri Guru Teg Bahadur Integration Chair, Punjabi University, Patiala;
- Sri Guru Teg Bahadur Railway Station, Bombaim (G.T.B. Nagar);
- Guru Teg Bahadur Public School, Durgapur;
- Guru Tegh Bahadur Khalsa Senior Secondary School, Malout;
- Gurudwara Sri Guru Tegh Bahadar Langar Saheb, Aurangabad, Maharashtra;
- Sri Guru Tegh Bahadar English High School,  Aurangabad, Maharashtra;
- Sri Guru Teg Bahadur Khalsa Collge (SGTB Khalsa College), Universidade de Délhi;
- Guru Tegh bahadur 3rd centenary public school, Nova Délhi;
- Guru Teg Bahadur Charitable Hospital, Ludhiana;
- Guru Teg Bahadur Public School, Patran (District Patiala);
- Gurudwara Sahib, Sri Guru Teg bahadur Nagar, Jalandhar (Punjabe).